# Lynda Bellingham

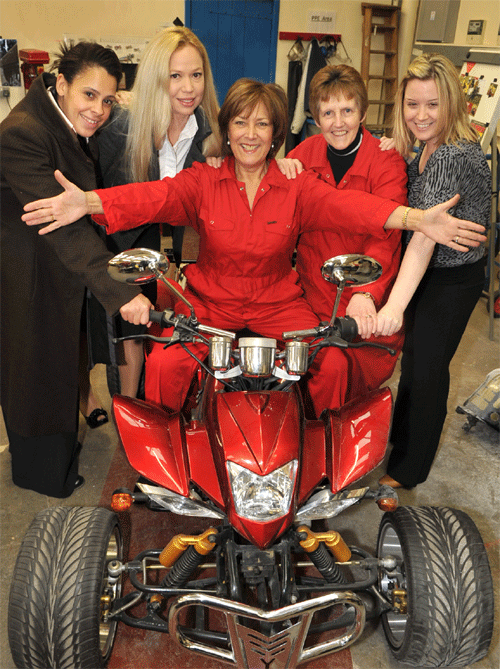
Lynda Bellingham (Mitte, 2010)

Lynda Bellingham, OBE, (* 31. Mai 1948 in Montreal, Kanada als Meredith Lee Hughes; † 19. Oktober 2014 in London) war eine britische Schauspielerin.

## Leben
Lynda Bellingham besuchte die High School in Aylesbury und studierte von 1966 bis 1969 an der Central School of Speech and Drama in London. Einen ihrer ersten Auftritte hatte Bellingham 1972 als Krankenschwester Hilda Price in der Serie General Hospital. 1986 spielte sie in 14 Folgen der Serie Doctor Who mit. Im selben Jahr übernahm Bellingham nach Carol Drinkwaters Ausstieg die Rolle der Helen Herriot in der Fernsehserie Der Doktor und das liebe Vieh. Von 1991 bis 1994 spielte sie die weibliche Hauptrolle in der Comedy-Serie Second Thoughts und von 1995 bis 1998 in deren Fortsetzung Faith in the Future. Ab 2007 nahm Bellingham als Diskussionsgast an der werktäglichen Talkshow Loose Women des britischen Senders ITV teil. In der 7. Staffel der Fernsehshow Strictly Come Dancing belegte Bellingham mit ihrem Partner Darren Bennett im Jahr 2009 den 7. Platz.
Bellingham war in dritter Ehe mit Michael Pattemoore verheiratet. Aus der 1996 geschiedenen Ehe mit Nunzio Peluso gingen zwei Söhne hervor. Sie starb im Oktober 2014 an den Folgen einer Krebserkrankung.

## Filmografie (Auswahl)
- 1971: A Family at War
- 1974: Z Cars
- 1977: Die Füchse (The Sweeney)
- 1980: Die Profis (The Professionals)
- 1980: Mackenzie
- 1986–1994: Der Doktor und das liebe Vieh (All Creatures Great and Small)
- 2000: At Home with the Braithwaites
- 2000: Die Romanows: Eine gekrönte Familie (Romanovy: Ventsenosnaya semya)
- 2001: Waking the Dead – Im Auftrag der Toten (Waking the Dead)
- 2004: Inspector Barnaby (Midsomer Murders)
- 2007: Bonkers
- 2007: New Tricks – Die Krimispezialisten (New Tricks)
- 2009: Mister Eleven

## Veröffentlichungen
- There’s Something I’ve Been Dying To Tell You, Coronet, Oktober 2014